# ガラセトフェノン
ガラセトフェノン(Gallacetophenone)は、ピロガロールのアセチル誘導体である。塩化亜鉛と無水酢酸を用いて、ピロガロールから合成することができる。